# Ingúix
L'ingúix o ГІалгІай Ğalğaj (pronunciat /ʁəl.ʁɑj/) és una llengua caucàsica parlada pels ingúixos, poble que viu a Ingúixia, Txetxènia, Ossètia del Nord-Alània i l'Uzbekistan.

## Sistema d'escriptura
L'ingúix, inicialment, es va escriure en alfabet àrab amb algunes variacions a començaments del segle xx. Després de la Revolució russa, primer es va escriure en alfabet llatí fins que finalment es va escriure en alfabet ciríl·lic adaptat a les seves formes fonètiques:
| А а   | Аь аь | Б б   | В в   | Г г   | ГI гI | Д д   | Е е   |
| Ё ё   | Ж ж   | З з   | И и   | Й й   | К к   | Кх кх | Къ къ |
| КI кI | Л л   | М м   | Н н   | О о   | П п   | ПI пI | Р р   |
| С с   | Т т   | ТI тI | У у   | Ф ф   | Х х   | Хь хь | ХI хI |
| Ц ц   | ЦI цI | Ч ч   | ЧI чI | Ш ш   | Щ щ   | Ъ ъ   | Ы ы   |
| Ь ь   | Э э   | Ю ю   | Я я   | Яь яь | I     |       |       |

## Literatura
El 1924, es fundà a Vladikavkaz (capital d'Ossètia del Nord-Alània) la Societat Literària Ingúix, de la qual formarien part T. Bekov (1873-1938) i Z. Mal'sagov (1894-1935), autor de la primera novel·la ingúix, Abducció d'una noia (1923). Altres autors ingúixos foren S. Oziev (1904-?), autor de Kalym i Tamara, Idriss Bazorkin (1911), autor dels contes Tamara (1938) i Capità Ibragimov (1940); Akh. Malsagov (1922) i Dzhemaldin Janjidev (1916) amb els poemes Mirall del temps (1941) i Muntanyes nadiues (1959), així com les traduccions d'Aleksandr Blok i Puixkin a l'ingúix.